# Momblona
Momblona ist ein Ort und eine zur bevölkerungsarmen Serranía Celtibérica gehörende Gemeinde (municipio) mit nur noch 18 Einwohnern (Stand: 2024) in der Provinz Soria im Osten der autonomen Gemeinschaft Kastilien-León in Spanien. 

## Lage
Momblona liegt ca. 40 Kilometer (Fahrtstrecke) südsüdöstlich der Provinzhauptstadt Soria in einer Höhe von ca. 1080 m. Das Klima ist gemäßigt bis warm; Regen (ca. 455 mm/Jahr) fällt hauptsächlich im Winterhalbjahr.

## Bevölkerungsentwicklung
| Jahr      | 1970 | 1981 | 1991 | 2001 | 2011 | 2021 |
| Einwohner | 95   | 67   | 57   | 40   | 26   | 17   |

Infolge der Mechanisierung der Landwirtschaft, der Aufgabe bäuerlicher Kleinbetriebe und des daraus resultierenden geringeren Arbeitskräftebedarfs ist die Einwohnerzahl seit der Mitte des 20. Jahrhunderts deutlich zurückgegangen.

## Sehenswürdigkeiten
- Kirche Mariä Himmelfahrt
- Marienkapelle